# Johann Gottfried Lakemacher
Johann Gottfried Lakemacher (* 17. November 1695 in Osterwieck; † 16. März 1736 in Helmstedt) war ein deutscher Klassischer Philologe, Orientalist und Gräzist.

## Leben
Lakemacher wurde an den Schulen seiner Heimatstadt vorgebildet, bevor er 1714 an die Universität Helmstedt kam, an der er insbesondere unter dem Einfluss von Hermann von der Hardt stand, der ihm auch später als Förderer zur Seite stand. Er wechselte zum weiteren Studium an die Universität Halle, an der er unter Christian Benedikt Michaelis und Johann Heinrich Michaelis sowie Salomo Negri studierte. Mit Hilfe des aus Aleppo stammenden Carolus Rali Dadichi (1694–1734) verbesserte er seine Kenntnisse des Arabischen, bevor er sich 1719 an der Helmstedter Universität habilitierte und fortan als Privatdozent lehrte.
Lakemacher wurde 1724 zum Professor der griechischen Sprache an die Philosophische Fakultät der Universität Helmstedt berufen, 1727 wurde ihm zudem die Professur der orientalischen Sprachen übertragen. Beide Professuren bekleidete er bis zu seinem Tod.

## Werke (Auswahl)
- Elementa Lingvæ Arabicæ, In Qvibvs Omnia Ad Solidam Hvivs Lingvae Cognitionem Necessaria Paradigmata Exhibentvr : Accedvnt Textvs Aliqvot Arabici Et Ivstae Analyseos Exemplvm. Hamm, Helmstedt 1718. (Digitalisat)
- Programma de ritibus quibusdam Bacchicis, a Graecis ad Iudaeos recentiores derivatis, et ab his Tabernaculorum festo usurpatis. Schnorr, Helmstedt 1724. (Digitalisat)
- Observationes philologicae quibus varia praecipue s. codicis loca ex antiquitatibus illustrantur. 10 Bände. Weygand, Helmstedt 1725–1733.
- Formular eines Eydes für die mit Licentbahren Waaren handelnde Juden. Helmstedt 1733. (Digitalisat)
- Dissertatio Philologica Secunda In Pirke Avot Cap. I. De Zereda, Celebri Gemino In Palaestina Et Peraea Oppido, Regum Israelis Curia. Schnorr, Helmstedt 1728. (Digitalisat)
- Munia offerentium et sacerdotum in sacrificio holocausto ex Abarbanele designata. Schnorr, Helmstedt 1730. (Digitalisat)
- Antiquitates Graecorum Sacrae, Weygand, Helmstedt 1734. (Digitalisat)